# M2 (телеканал, Украина)
M2 — украинский музыкальный телеканал с круглосуточным вещанием клипов украинских исполнителей на украинском, английском, русском и других языках. Доля украиноязычного музыкального контента составляет 75 %. Телеканал входит в медиахолдинг StarLightMedia (50%) и ТАВР Медиа (50%).
Основной контент телеканала — это музыкальные клипы, а также развлекательные, информационные и музыкальные программы собственного производства.

## История
Телеканал начал тестовое вещание 27 июня 2007 года. С 1 сентября 2007 года начал полноценное вещание. До осени 2012 года основной направленностью телеканала была музыка прошлых десятилетий.
В сентябре 2012 года «M2» сменил графический дизайн и кардинально обновил контент.
С 1 ноября 2014, вместе с родственным каналом «M1», телеканал вещает в формате 16:9.
С 1 мая 2015 в эфире телеканала звучит только украинская музыка и продукт, над которыми работали украинские артисты, музыканты, режиссеры или продюсеры. По словам генерального директора телеканала, данное решение было связано с целью популяризации современной украинской музыки и развития украинской музыкальной индустрии.
В 2016 году телеканал основал конкурс украинской музыки для молодых исполнителей «Хит-конвейер». Телеканал и компания «Таврийские игры» снимают победителям конкурса видеоклип и обеспечивают его ротации на телевидении.
В марте 2018 года телеканал «M2» и компания «Таврийские игры» объявили о возрождении украинской национальной музыкальной премии «Золотая жар-птица». По словам Николая Баграева, президента компании «Таврийские Игры», целью возрождения премии является поддержка и развитие украинской музыкальной культуры.
С 7 ноября 2019 года, вместе с телеканалом «M1», «M2» вещает в формате высокой четкости (HD) в кабельных и IPTV сетях (Ланет и MEGOGO).
В декабре 2019 года доля «M2» составила 0,24 % с рейтингом 0,03 % (по данным Индустриального Телевизионного Комитета; аудитория 18-54, города 50 тыс.+, 32-е место среди украинских каналов).
19 апреля 2020 года телеканал сменил логотип и графическое оформление.

## Проекты телеканала
- M2 News
- Золотая жар-птица (укр. Золота жар-птиця)
- Первый украинский хит-парад (укр. Перший український хіт-парад)
- Страна мечт (укр. Країна мрій)
- Хит-конвейер (укр. Хіт-конвеєр)
- Военный хит-парад (укр. Військовий хіт-парад)
- На все 100 (укр. На всі 100)
- Главный хит-парад Украины (укр. Головний Хіт-Парад України)
- M2 Fresh